# 双龙镇 (丰都县)
双龙镇是中国重庆市丰都县下辖的一个镇。

## 行政区划
双龙镇辖10个行政村。
- 村：梨子园村、尖山子村、关都坝村、屋边村、马蹬坝村、灯塔村、付家山村、田家山村、回龙村、双龙场村